# Onthophagus gazellinus
Onthophagus gazellinus es una especie de insecto del género Onthophagus de la familia Scarabaeidae del orden Coleoptera. Fue descrita en 1887 por Bates (cual Bates?).